# Lein
Lein (Linum), auch Flachs genannt, ist eine Pflanzengattung innerhalb der Familie der Leingewächse (Linaceae). Die 180 bis 200 Arten sind in den subtropischen bis gemäßigten Gebieten fast weltweit verbreitet.

## Beschreibung

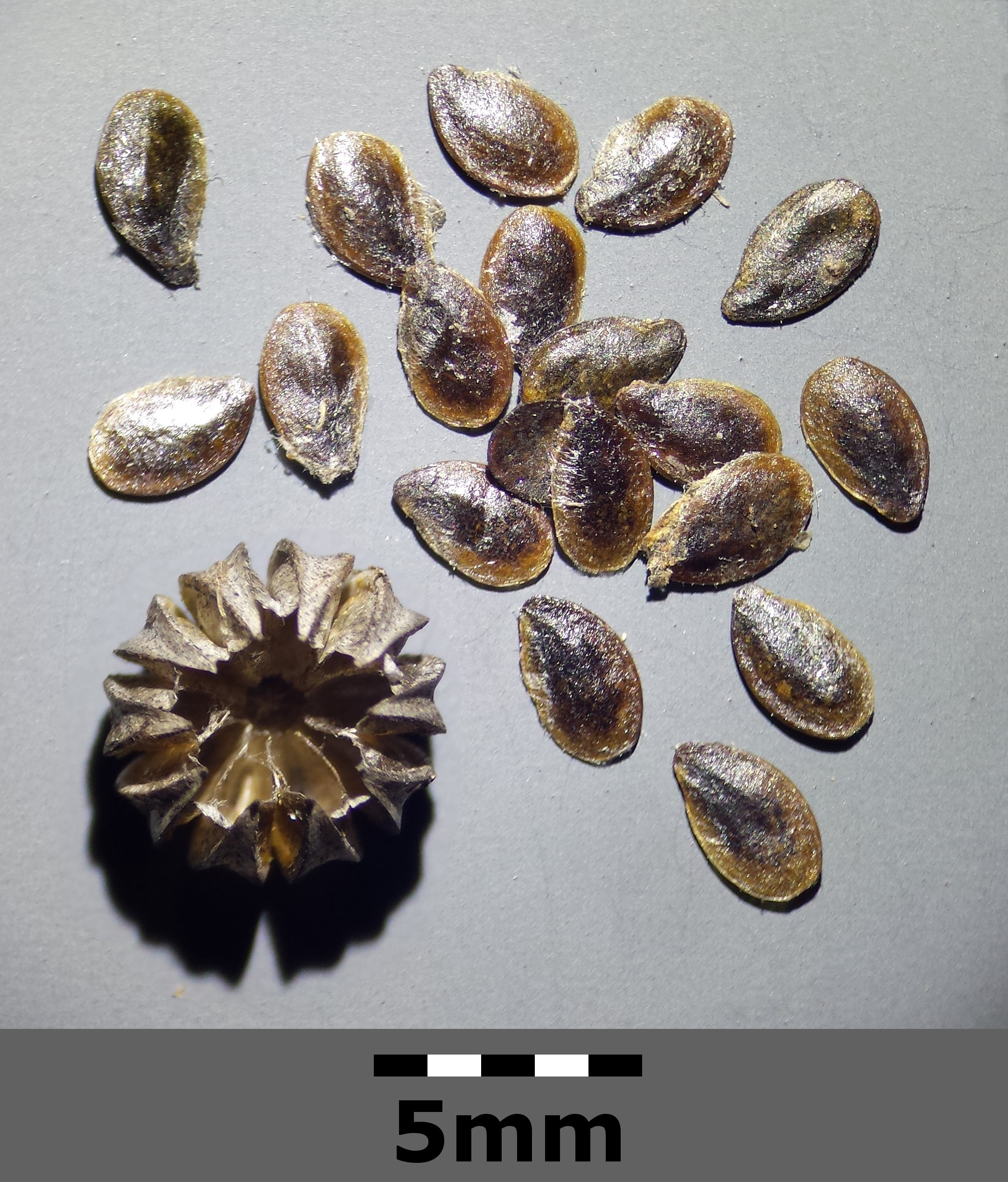
Frucht und Samen des Österreichischen Leins (Linum austriacum)

### Vegetative Merkmale
Bei Lein-Arten handelt es sich um ein- oder zweijährige oder ausdauernde krautige Pflanzen, Halbsträucher oder Sträucher, einige von ihnen immergrün, mit aufrechten Stängeln.
Sie haben ungestielte, ganzrandige Laubblätter. Meist sind keine Nebenblätter vorhanden.

### Generative Merkmale
Die kurzlebigen Blüten sind fünfzählig und radiärsymmetrisch, in der Regel frei, gelegentlich am Ansatz verwachsen und blühen blau, gelb, rot, rosa oder weiß. Die zehnfächrigen Kapselfrüchte enthalten je einen schwarzen oder braunen Samen in jedem Fach.

## Verbreitung
Lein-Arten findet sich in den gemäßigten und subtropischen Regionen beider Hemisphären.

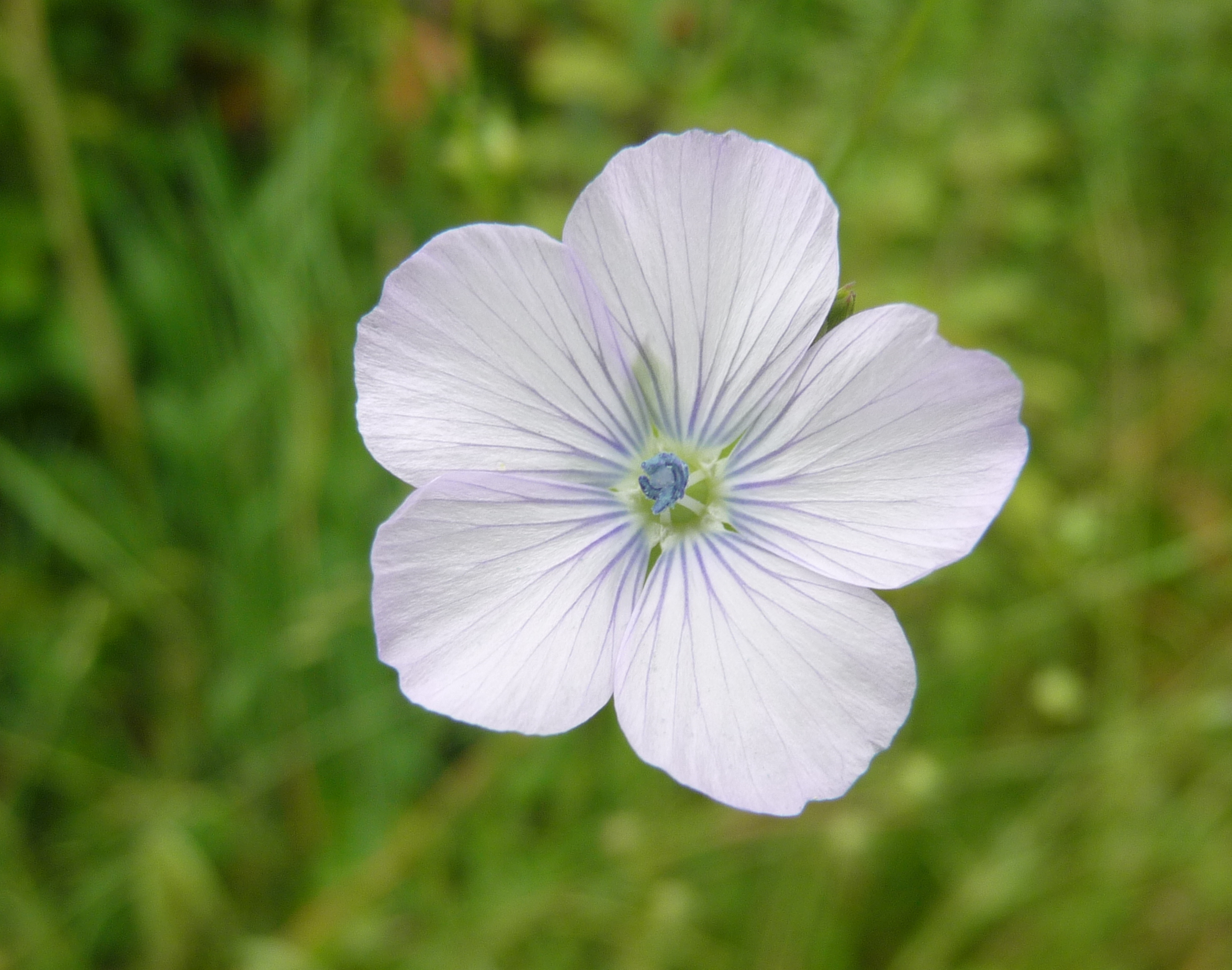
Sektion Linum: Zweijähriger Lein (Linum bienne)

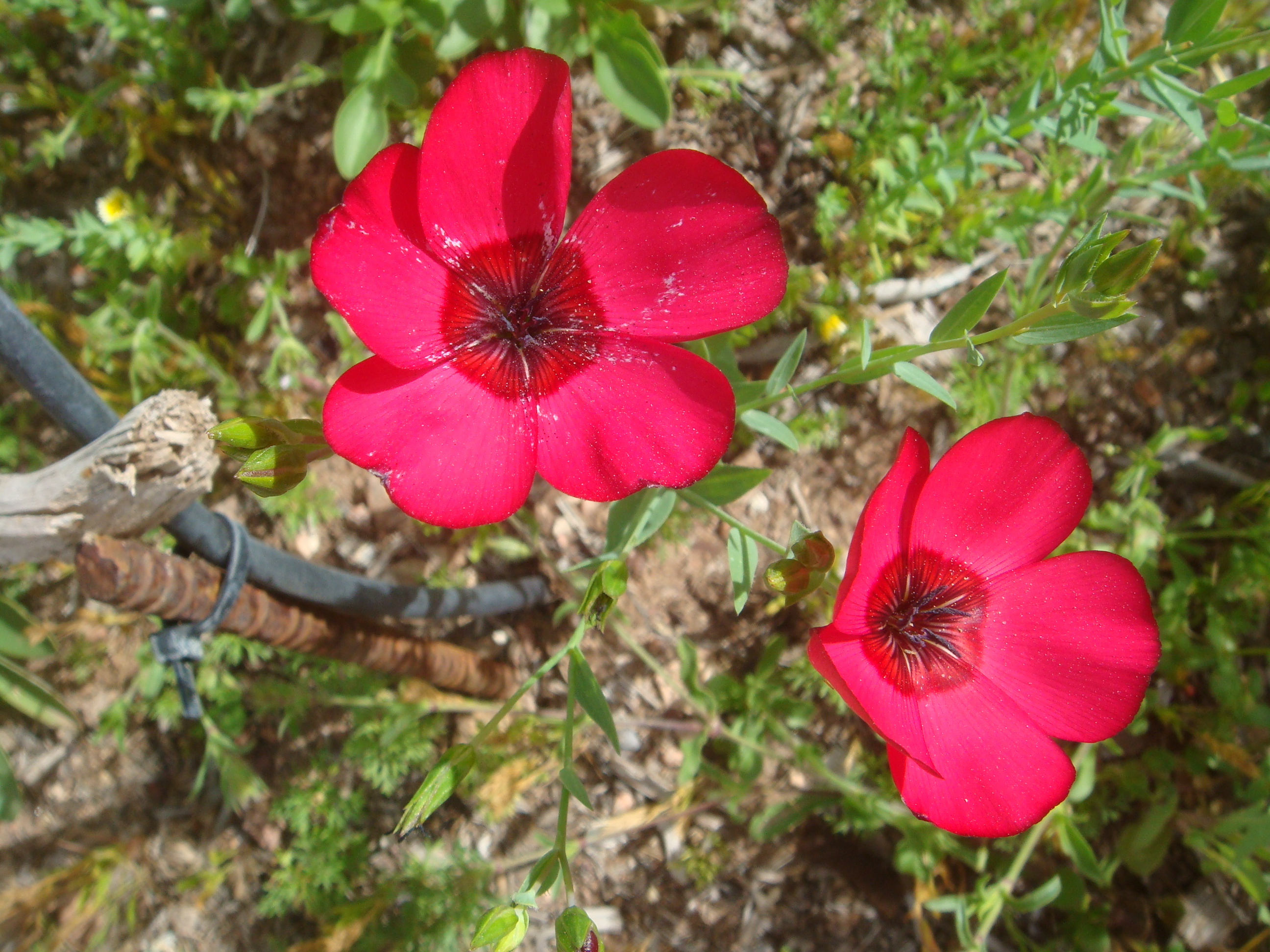
Sektion Linum: Roter Lein (Linum grandiflorum)

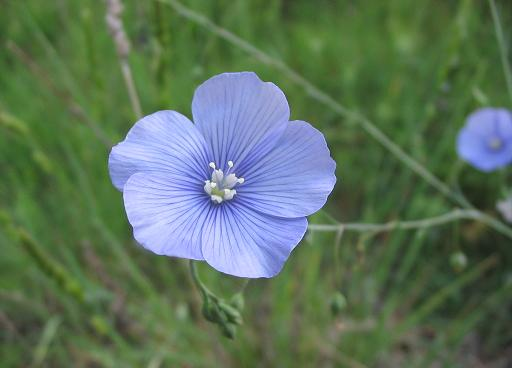
Sektion Linum: Narbonne-Lein (Linum narbonense)

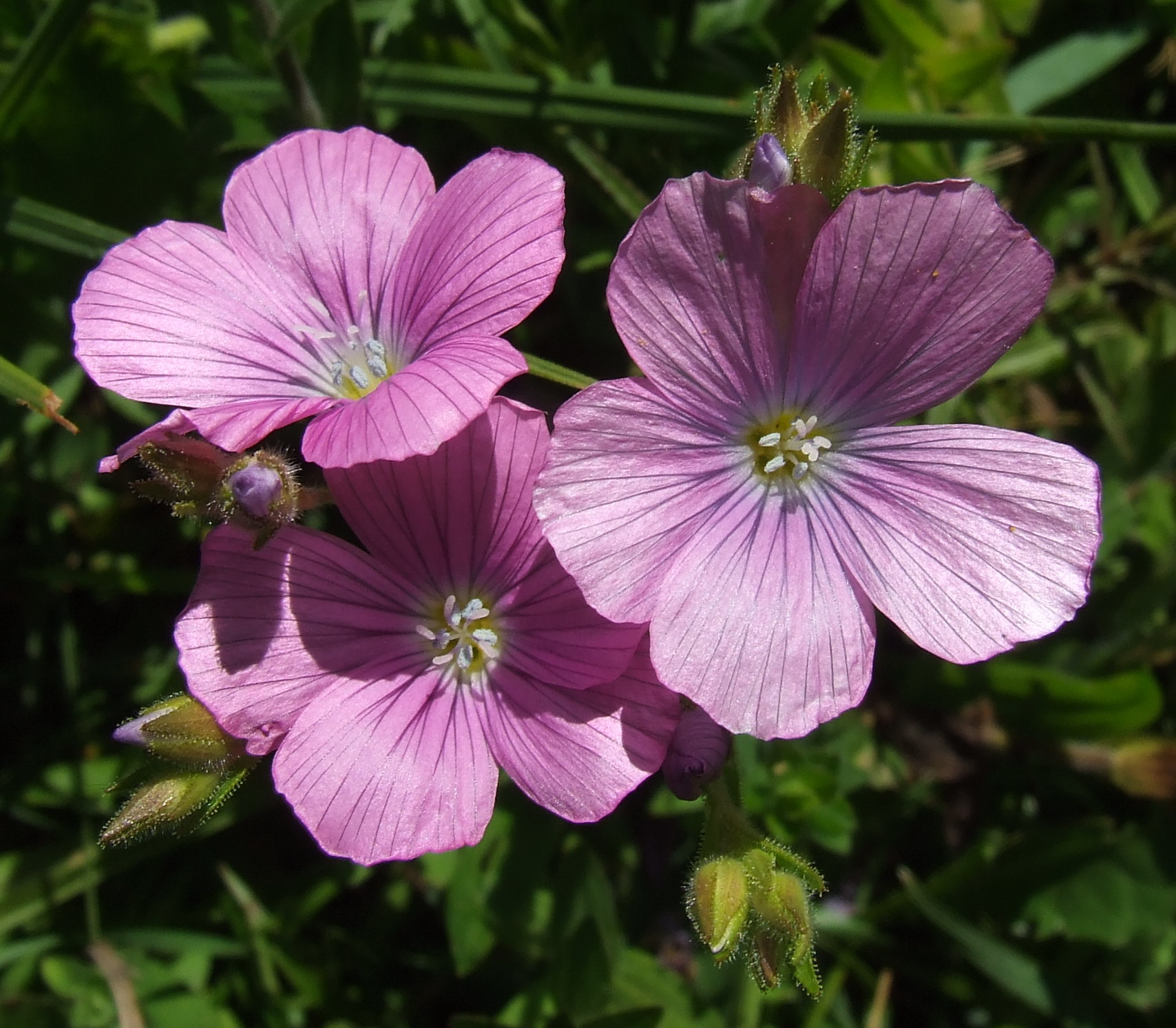
Sektion Dasylinum: Klebriger Lein (Linum viscosum)

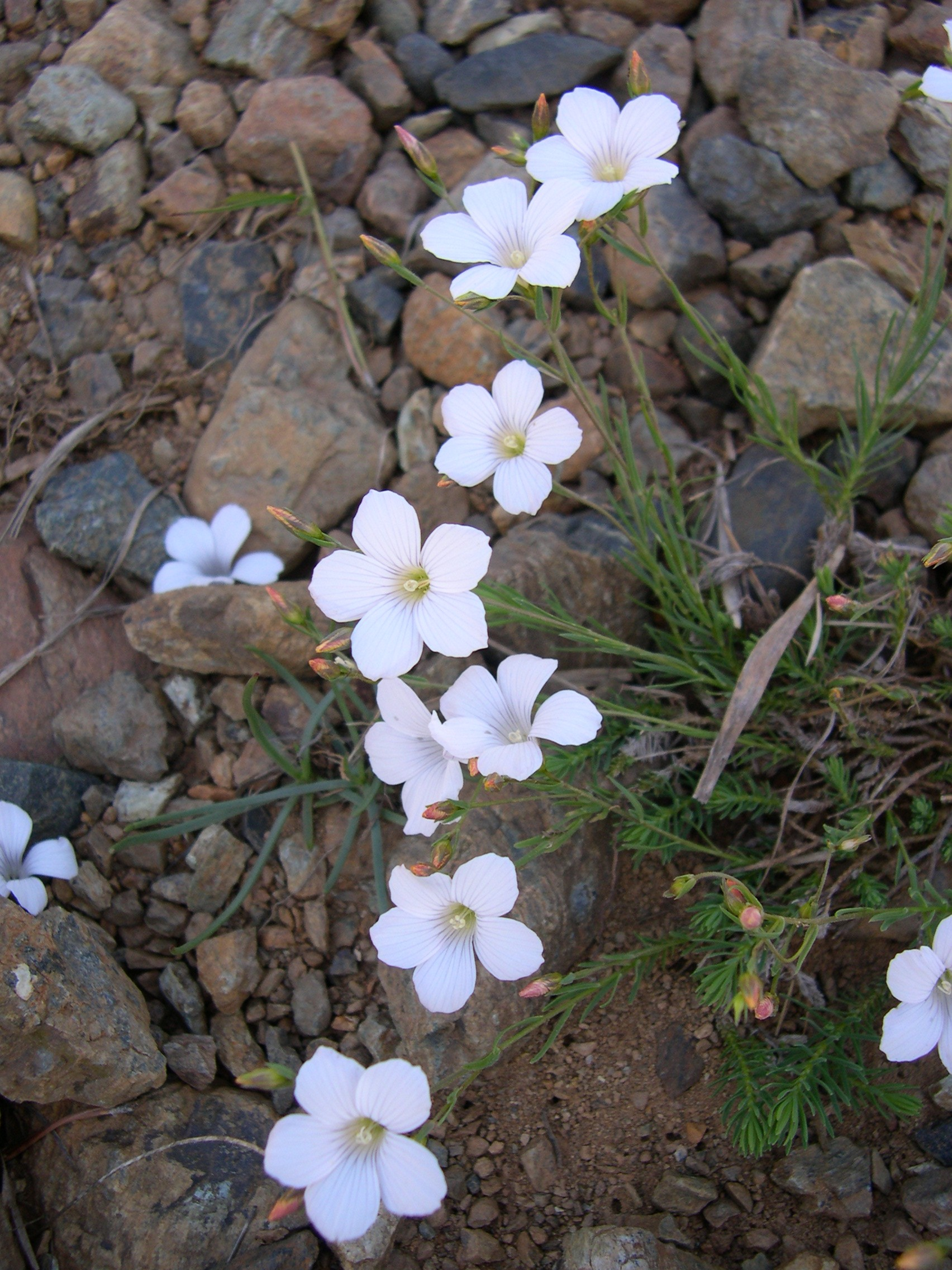
Sektion Linastrum: Schmalblättriger Lein (Linum tenuifolium)

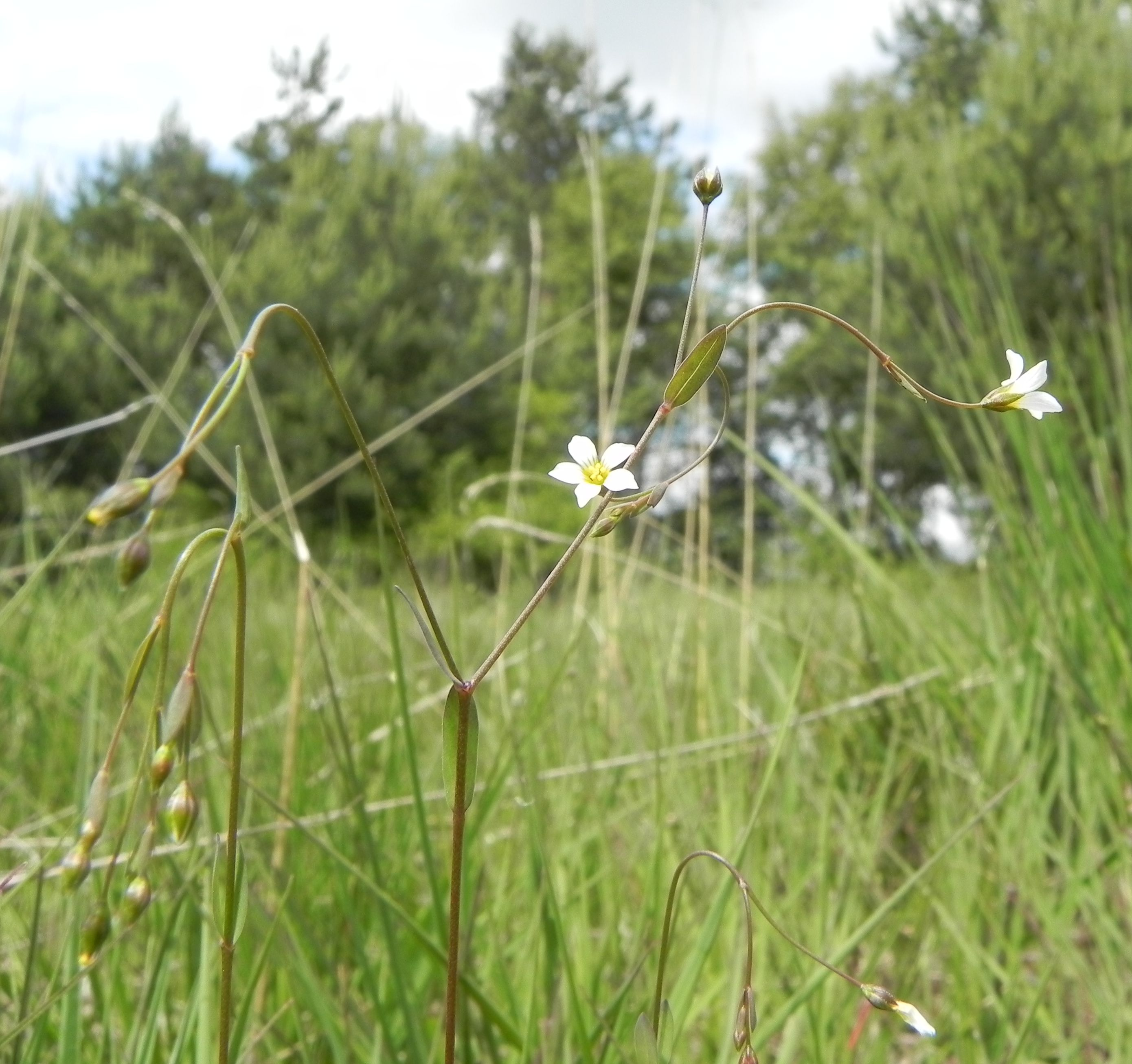
Sektion Cathartolinum: Purgier-Lein (Linum catharticum)

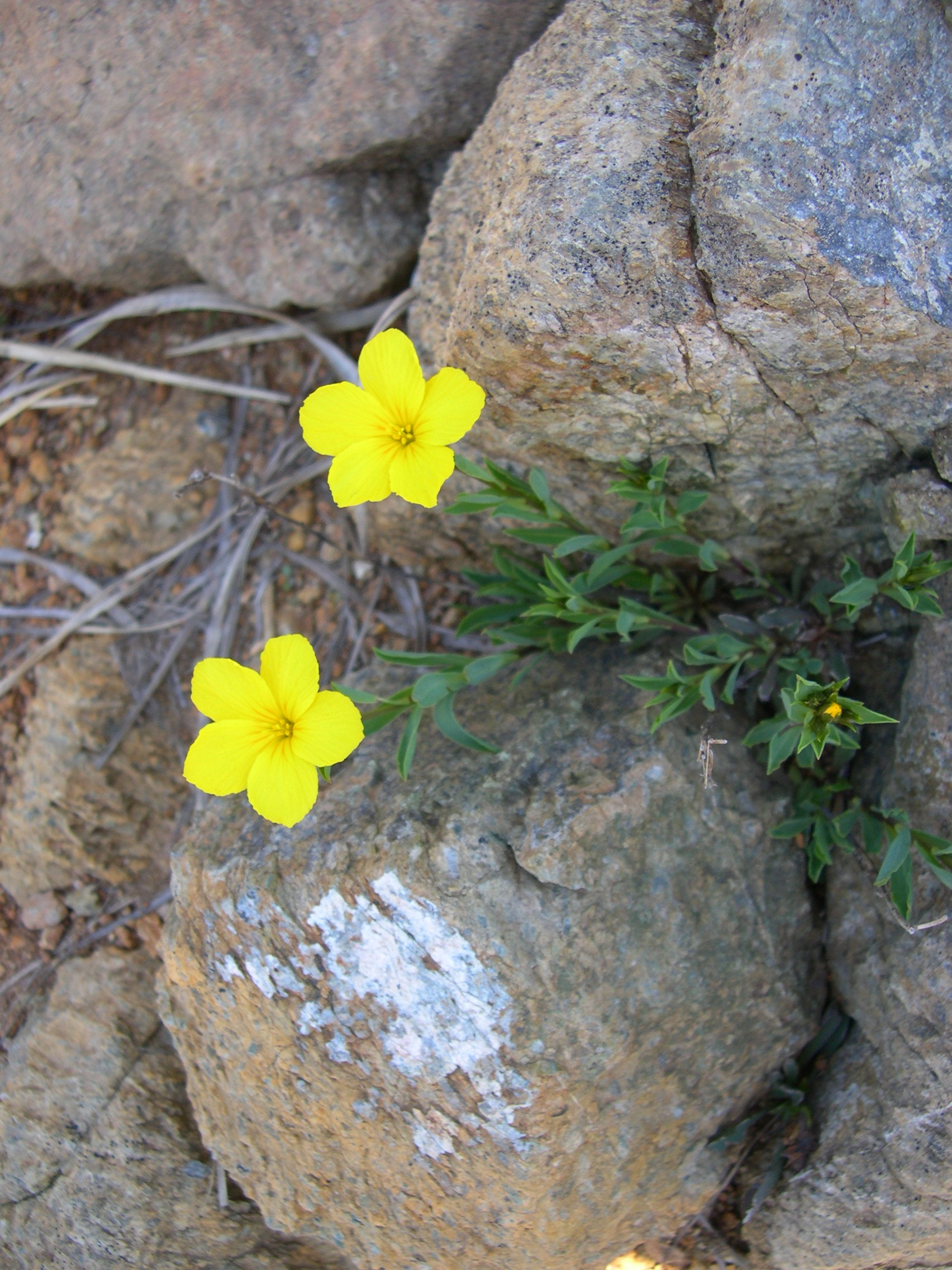
Sektion Syllinum: Linum campanulatum

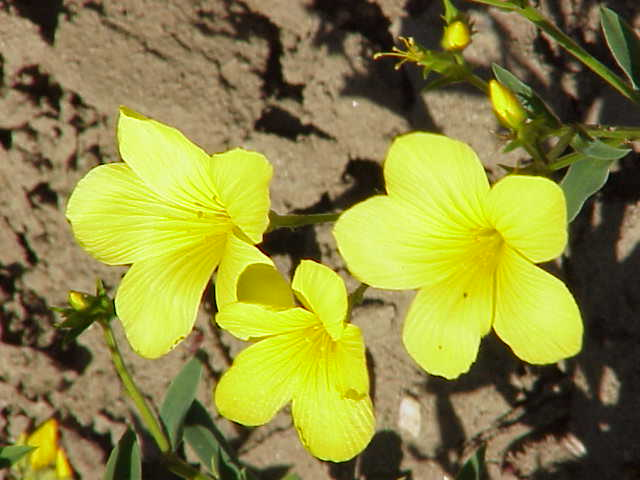
Sektion Syllinum: Gelber Lein (Linum flavum)

## Systematik
Die Gattung Linum ist die artenreichste in der Familie der Leingewächse und wird dort in die Unterfamilie Linoideae eingeordnet.
Die innere Systematik der Gattung ist 2003 nicht gefestigt, obwohl sie stets intensiv bearbeitet wurde. Insbesondere für die amerikanischen Arten war jahrzehntelang ein System aus Artkomplexen und Gruppen in Gebrauch. Als Referenz für die gesamte Gattung dient daher auch 2003 noch H. Winklers Gliederung der Gattung in sechs Sektionen aus dem Jahre 1931, hier wiedergegeben in einer durch Axel Diederichsen und Ken Richards geringfügig aktualisierten Fassung entsprechend morphologischer Merkmale. Die häufig in der Literatur angeführte Sektion Eulinum wird 2003 auf die beiden Sektionen Linum und Dasylinum aufgeteilt. Doch entsprechend molekulargenetischer Daten haben einige der damaligen Sektionen bei McDill et al. 2009 den Rang von Gattungen und die verbleibenden und neuen Sektionen haben einen anderen Umfang.
Die folgende Aufzählung ist nicht vollständig; es ist eine Auswahl (Stand 2003):
- Sektion Linum (großblütig; Kronblätter unverwachsen, blau, rosafarben oder weiß; Narben länger als breit; Blätter wechselständig, drüsenlos, kahl)
  - Alpen-Lein (Linum alpinum Jacq.):[5] Die etwa fünf Unterarten kommen in den europäischen Gebirgen vor: Pyrenäen, Alpen, Apenninen, Rhodopen und Ural.[6]
  - Linum altaicum Ledeb. ex Juz.: Sie sind in Zentralasien in Kasachstan, Kirgisistan, Tadschikistan, Xinjiang, in der Mongolei und Westsibirien verbreitet.[1]
  - Linum amurense Alef.: Sie kommt in Russlands Fernem Osten, in der Inneren Mongolei und in den chinesischen Provinzen Gansu, Heilongjiang, Jilin, Ningxia sowie Shaanxi verbreitet.[1]
  - Österreichischer Lein (Linum austriacum L.):[5] Die etwa neun Unterarten kommen im Mittelmeerraum[6] vor und reicht in seiner Verbreitung von Nordafrika bis Mitteleuropa, Vorderasien, Kaukasusraum und Westsibirien.
  - Linum baicalense Juz.: Sie kommt in Sibirien und in der Mongolei vor.
  - Zweijähriger Lein[5], auch Wild-Lein genannt (Linum bienne Mill., Syn.: Linum angustifolium Huds.): Er kommt im Mittelmeerraum vor, dazu von Nordafrika bis Großbritannien, zur Krim und zum Iran.
  - Linum decumbens Desf.: Sie kommt im Mittelmeerraum vor.
  - Roter Lein,[5] auch Prachtlein (Linum grandiflorum Desf.): Er kommt im Mittelmeerraum vor, besonders in Algerien.
  - Lothringer Lein (Linum leonii F.W.Schultz): Er kommt in Mitteleuropa bis Frankreich vor.
  - Linum lewisii Pursh: Sie kommt in Alaska, Kanada, den USA und im nördlichen Mexiko vor.[7]
  - Linum meletonis Hand.-Mazz.: Sie kommt in Vorderasien vor.
  - Linum mesostylum Juz.: Sie kommt nur in Tadschikistan vor.[7]
  - Linum monogynum G. Forst.: Sie kommt in Neuseeland vor.
  - Narbonne-Lein[8] (Linum narbonense L.): Er kommt im Mittelmeerraum und in Nordafrika vor.
  - Ausdauernder Lein (Linum perenne L.):[5] Er kommt von Europa bis Sibirien vor und ist in Nordamerika eingebürgert.
  - Gemeiner Lein (Linum usitatissimum L.),[5] auch Gemeiner Flachs und Kultur-Lein genannt, das Gebiet seiner Herkunft ist unbekannt, aber die Art stammt wahrscheinlich von Linum bienne ab.

- Sektion Dasylinum (Planchon) Juz. (wie Linum, Blätter oder Blütenstiele aber behaart, stets ausdauernd)
  - Linum bungei Boiss.: Sie kommt im Iran vor.
  - Zotten-Lein (Linum hirsutum L.): Er kommt im Mittelmeerraum in sieben verschiedenen Unterarten vor.[9]
  - Linum hypericifolium Salisb.: Sie kommt in Kleinasien vor.
  - Klebriger Lein (Linum viscosum L.):[5] Er kommt in Europa vor.

- Sektion Linastrum (Planchon) Bentham (wie Linum, Blüten aber klein und üblicherweise gelb)
  - Linum appressum A.Caballero (wird auch als Unterart subsp. appressum (A.Caballero) Rivas Martinez zu Linum suffruticosum gestellt), kommt in Spanien, Frankreich und Italien vor.[7]
  - Linum chamissonis Schiede: Sie kommt in Chile vor.[7]
  - Linum corymbulosum Rchb.: Sie kommt in Südeuropa, auf der Krim, im Kaukasusraum, in West- und Zentralasien und auf dem Indischen Subkontinent vor.[1][7]
  - Linum karataviense Pavlov: Sie kommt in Zentralasien vor.
  - Linum keniense T.C.E.Fr.: Sie kommt in Kenia vor.
  - Linum macraei Benth.: Sie kommt in Südamerika vor.
  - Strand-Lein (Linum maritimum L.):[5] Er kommt im Mittelmeerraum vor.
  - Linum paposanum Phil.: Sie kommt in Chile vor.
  - Linum setaceum Brot.: Sie kommt in Spanien, in Portugal und in Marokko vor.[6]
  - Steifer Lein[8] (Linum strictum L.), kommt im Mittelmeerraum vor.
  - Halbstrauchiger Lein[8] (Linum suffruticosum L.), kommt im Mittelmeerraum in drei verschiedenen Unterarten vor, darunter:
    - Linum suffruticosum subsp. salsoloides (Lam.) Rouy (Syn.: Linum salsoloides Lam.): Sie kommt nur in Spanien vor.[6]

  - Linum tenue Desf.: Sie kommt in Spanien, Portugal, Algerien, in Marokko und Rumänien vor.[6]
  - Schmalblättriger Lein (Linum tenuifolium L.):[5] Er kommt von Europa bis zum Kaukasusraum und dem Iran vor.
  - Linum trigynum L.: Sie kommt im Mittelmeerraum und in Vorderasien vor. Auf den Azoren und Kanaren ist die Ursprünglichkeit zweifelhaft.[6]
  - Linum volkensii Engl., kommt in Ostafrika vor.

- Sektion Cathartolinum (Reichenb.) Griseb. (wie Linum, Narben aber am Ende verdickt)
  - Purgier-Lein (Linum catharticum L.)
  - Linum rigidum Pursh: Sie kommt in Kanada und in den USA vor.[7]
  - Linum sulcatum Riddell: Sie kommt in Kanada und in den USA vor.[7]

- Sektion Syllinum Griseb. (wie Linum, aber Kronblätter als Knospe verwachsen, gelb oder weiß; Blätter am Ansatz mit Drüsen)
  - Linum album Boiss.: Sie kommt in Vorderasien vor.
  - Bäumchen-Lein[8] (Linum arboreum L.): Er kommt in Griechenland, auf Inseln in der Ägäis, auf Kreta und in Kleinasien vor.[6]
  - Glocken-Lein[8] (Linum campanulatum L.): Er kommt in Spanien, in Frankreich und in Italien vor.[6]
  - Linum capitatum Schultes: Sie kommt in Italien und auf der Balkanhalbinsel vor.[6]
  - Linum cariense Boiss.: Sie kommt nur in Kleinasien vor.[6]
  - Linum dolomiticum Borbás: Dieser Endemit kommt nur an einem Wuchsort in Ungarn auf Dolomitgestein vor.
  - Linum elegans Boiss., kommt nur auf der Balkan-Halbinsel vor.[6]
  - Gelber Lein (Linum flavum L.):[5] Er kommt von Europa bis zur Türkei und dem Kaukasusraum vor.
  - Linum mucronatum Bertol.: Sie kommt in Westasien und im Kaukasusraum in sechs verschiedenen Unterarten vor.[7]
  - Linum nodiflorum L.: Sie kommt im Mittelmeerraum, in der Ukraine, in Vorderasien und im Kaukasusraum vor.[6]
  - Linum pamphylicum Boiss. & Heldr. ex Planch.: Sie kommt in der Türkei vor.[9]
  - Linum persicum Planchon: Sie kommt im Iran vor.
  - Linum tauricum Willd.: Sie kommt in Südosteuropa, auf der Krim, in der Türkei und im Kaukasusraum vor.[7] Es gibt sechs verschiedene Unterarten.[6]
  - Linum thracicum Degen: Sie kommt auf der Balkan-Halbinsel vor.[6]
  - Linum vuralianum Yilmaz & Kaynak: Sie wurde 2008 aus der Türkei erstbeschrieben.[6]erst

- Sektion Cliococca (Wird auch als eigene Gattung Cliococca Bab. angesehen: Kronblätter kürzer als Kelchblätter, Südamerika, monotypisch)
  - Linum selaginoides Lam. (Syn.: Cliococca selaginoides (Lam.) C.M.Rogers & Mildner): Sie kommt in Argentinien, Brasilien, Chile, Paraguay und Uruguay vor.[7]

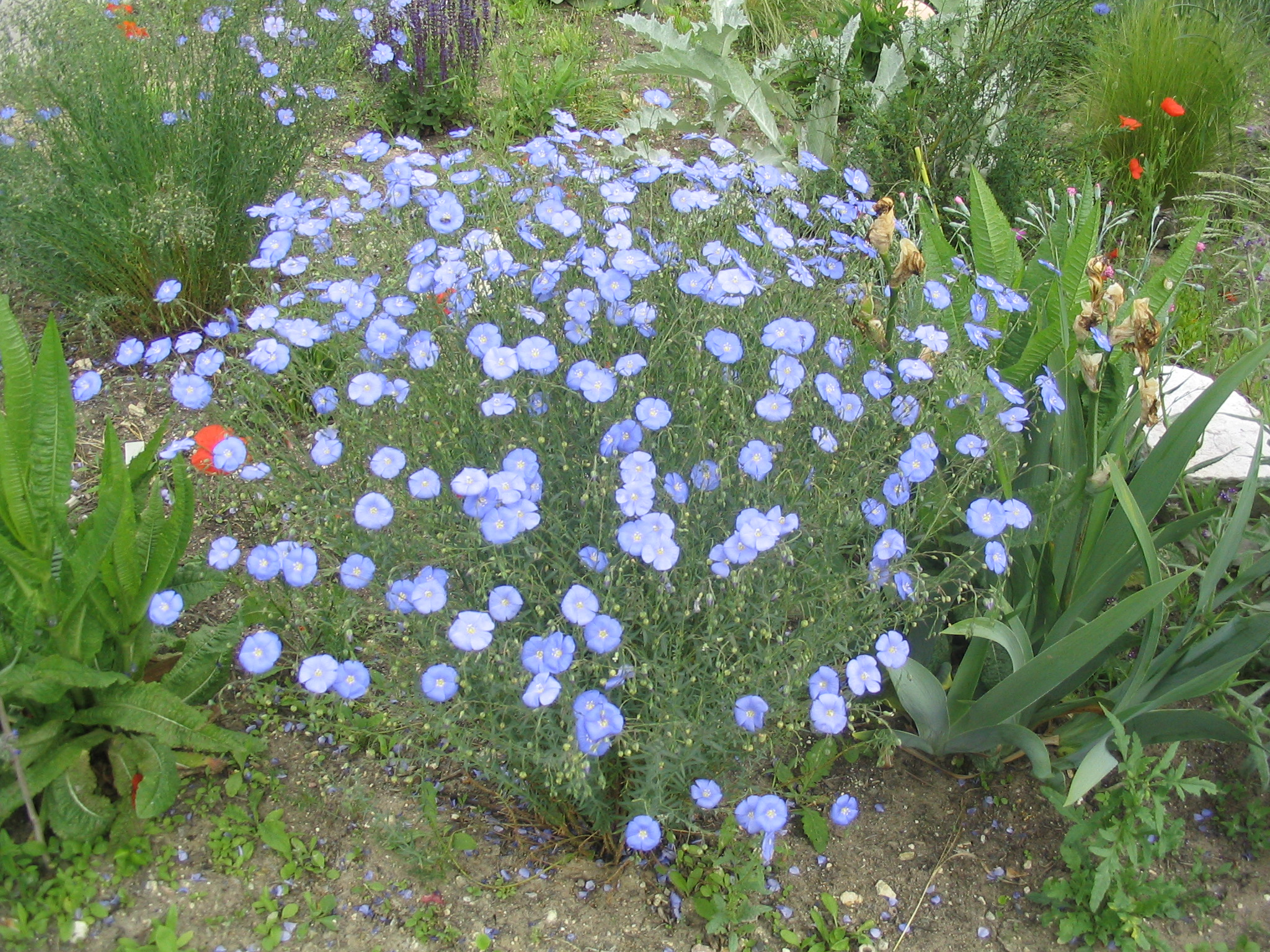
Ausdauernder Lein (Linum perenne)
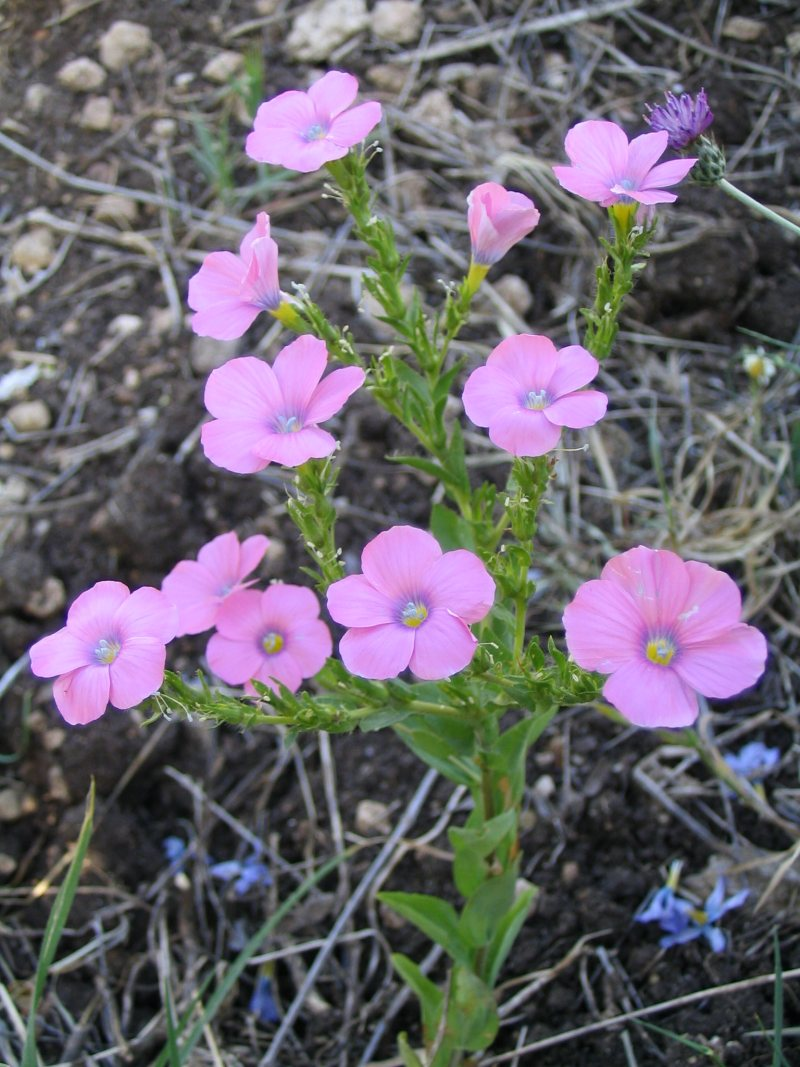
Weichhaariger Lein[8] (Linum pubescens)
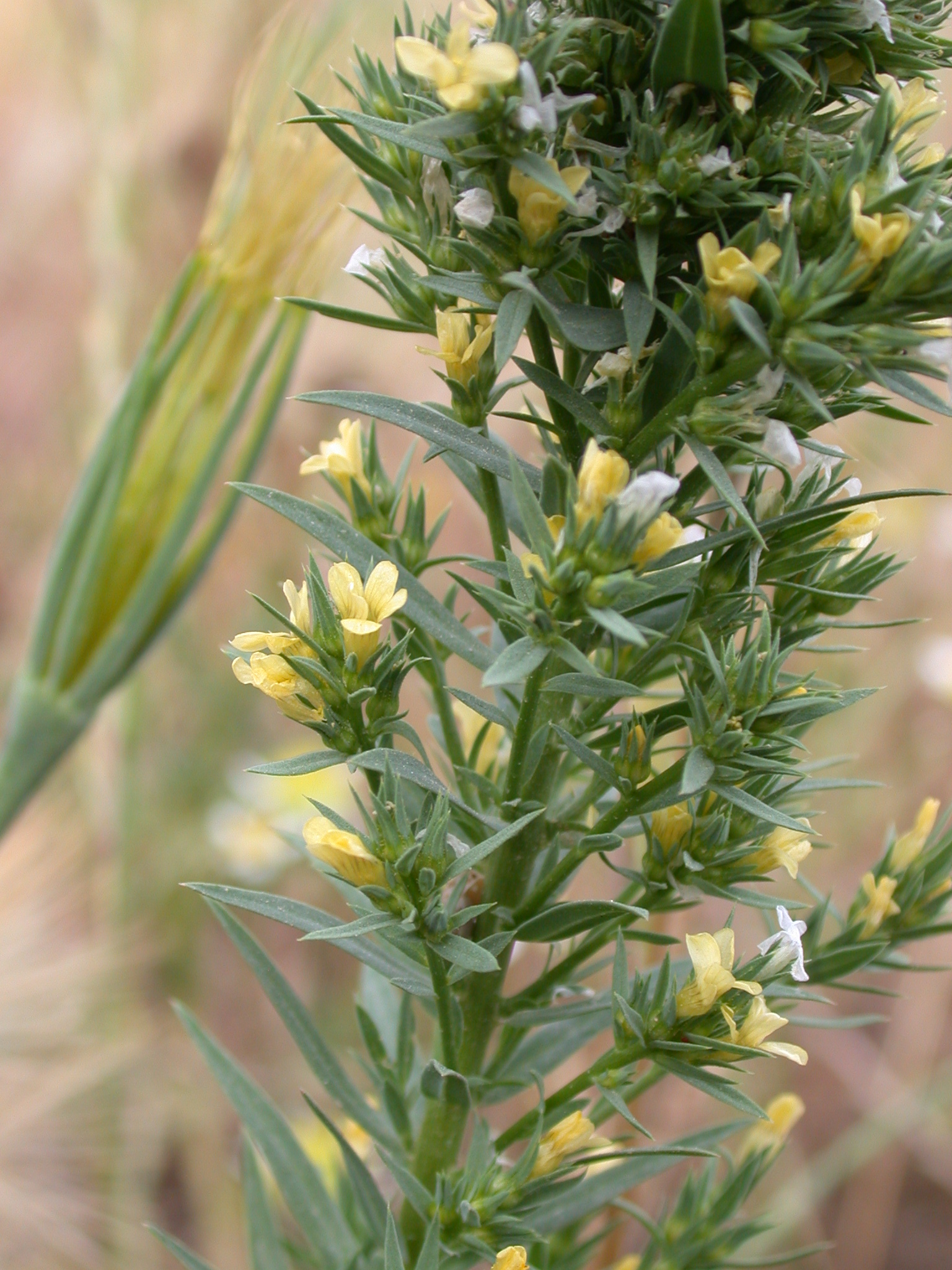
Steifer Lein (Linum strictum)

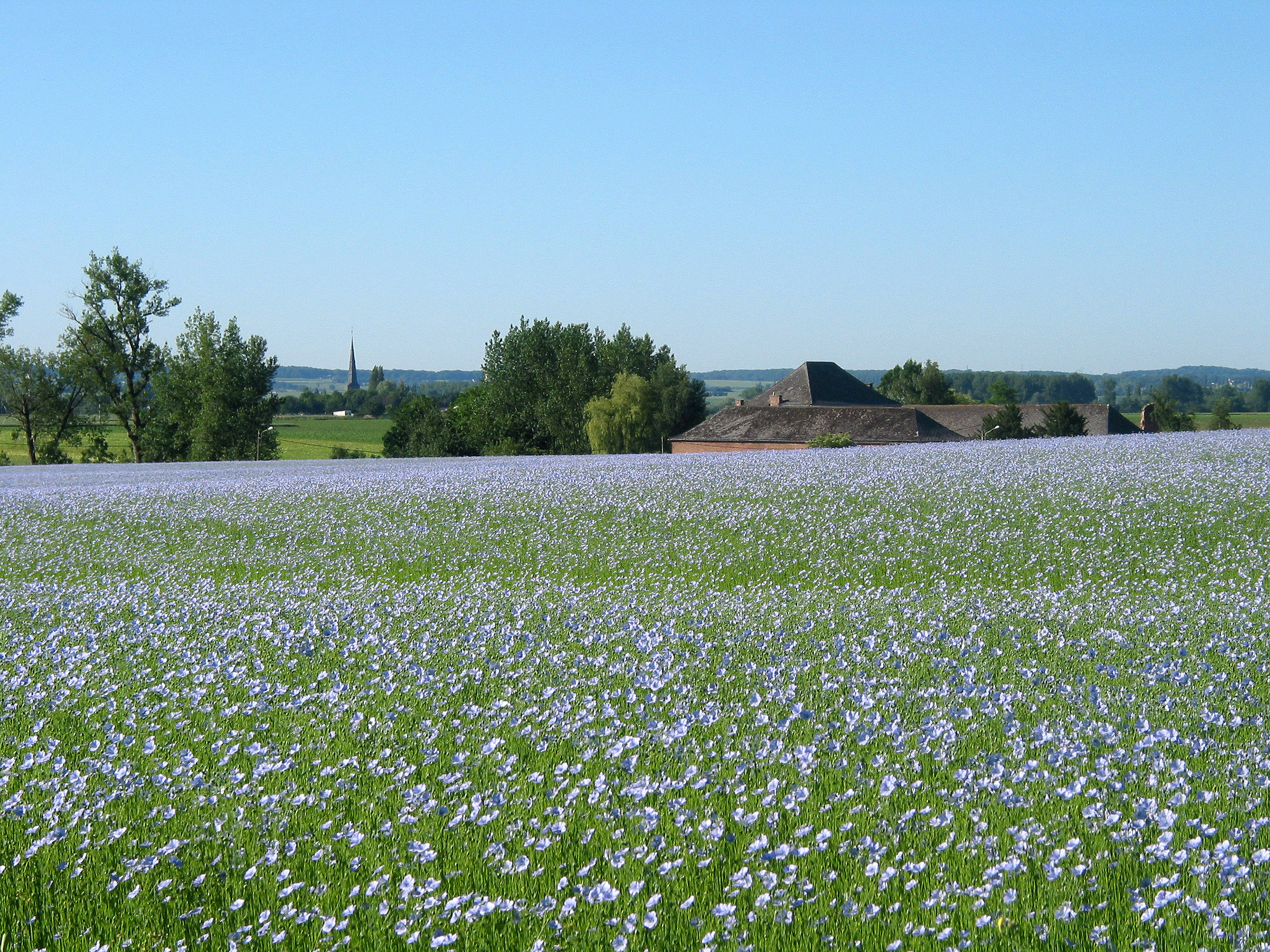
Flachsfeld

## Verwendung
Siehe auch: Flachsfaser, Leinenindustrie
Einige Arten (Gemeiner Lein, Ausdauernder Lein, Zweijähriger Lein) werden oder wurden zur Fasergewinnung genutzt. Die Geschichte seiner Verwendung reicht 6.000 bis 10.000 Jahre zurück, damit stellt die Gattung Lein einige der ältesten Kulturpflanzen. Neben der textilen Verwendung finden Leinarten auch Verwendung als technische Fasern, als Heilpflanzen (zum Beispiel Purgier-Lein), als Lebensmittel (Leinsamen) und zur Gewinnung des Leinöls mit vielfältigen Einsatzmöglichkeiten (zum Beispiel Ölfarbe).

### Kulturgeschichte
Die wichtigsten Samen-Ölpflanzen im vorgeschichtlichen Mitteleuropa waren Lein und Mohn. Angesichts der vergleichsweise geringen Nachweisbarkeit – Leinsamen blähen beim Verkohlen auf und sind als Fragmente kaum erkennbar – dürfte ihre Bedeutung größer gewesen sein, als es das Fundbild nahelegt. Leindotter (Camelina sp.) scheint mit dem Lein auf gemeinsamen Flächen gewachsen zu sein. Beim Lein lässt sich an den Samen nicht erkennen, ob er als Öllein oder Faserlein verwendet wurde. Funde aus Langweiler im Rheinland und Eisenberg in Thüringen legen nahe, dass es sich um Springlein (Linum usitatissimum subsp. crepitans Elladi) handelt. Rheinische Vorratsfunde geben Hinweise auf Schließlein (Dresch-Lein) (Linum usitatissimum subsp. usitatissimum). Die Samenfunde zeigen, dass der Lein getrennt von anderen Kulturpflanzen angebaut und als Fettlieferant verwendet wurde.
Der Lein ist in der westlichen Bandkeramik verbreiteter und kommt unter Aussparung Böhmens nur westlich der Elbe vor. An der vorderasiatischen Herkunft des Kulturleins besteht indes kein Zweifel. Die Wildform ist im zirkummediterranen Raum und in Vorder- und Mittelasien verbreitet. In Mitteleuropa wird die Pflanze heute als Sommerlein angebaut, nur im Voralpenland als Winterlein, wie in der Vorzeit. Im Mittelneolithikum wird Lein seltener gefunden. Im Rheinland und in der Michelsberger Kultur fehlt er während dieser Zeit völlig.
Die jung- bis spätneolithische Geschichte des Leins ist am Zürichsee besonders gut erforscht. Sein Aufstieg begann während der jüngeren Pfyner Kultur. Er erreichte seinen Höhepunkt in der Horgener Kultur und verblieb auch während der Schnurkeramik auf einem relativ hohen Niveau. Ähnlich verlief seine Verbreitung am Bodensee. Im Jung- und Spätneolithikum des Federseegebietes, in der Pfyn-Altheimer-Kultur und in der Goldberg-III-Gruppe, ist exzessive Nutzung nachgewiesen.
Lange war unklar, ob bereits in bandkeramischer Zeit Samen und Leinstengel genutzt wurden. Ein Brunnenfund in Mohelnice bei Brünn lieferte Schnüre aus Leinfasern. In der Levante wurde Flachs bereits im 8. vorchristlichen Jahrtausend (PPNB) zu Textilien verarbeitet. Im südlichen Karpatenbecken im 2. Viertel des 5. vorchristlichen Jahrtausends. Für das Jung- und Spätneolithikum ist die Doppelnutzung des Leins als Faser- und Nahrungspflanze gesichert. Die Verwendung der Fasern wird durch die Funde von Flachshecheln aus Knochen und vor allem von aus Flachs gefertigten Textilien und Netzen bezeugt, die sich in den Feuchtbodensiedlungen des Voralpenlandes erhalten haben.
Die ältesten Anzeichen für Leinanbau in Schweden stammen aus der Wikingerzeit (800–1150 n. Chr.).

## Weiterführende Literatur
- Joshua Robert McDill: Molecular Phylogenetic Studies in the Linaceae and Linum, with Implications for their Systematics and Historical Biogeography. Dissertation presented to the Faculty of the Graduate School of The University of Texas at Austin in Partial Fulfillment of the Requirements for the Degree of Doctor of Philosophy. The University of Texas at Austin Dezember 2009. doi:10.13140/RG.2.1.1523.5281 online.
- Masoud Sheidai, S. Darini, Seyed Mehdi Talebi, F. Koohdar, S. Ghasemzadeh-Baraki: Molecular systematic study in the genus Linum (Linaceae) in Iran. In: Acta Botanica Hungarica, Volume 61, Issue 3–4, September 2019, S. 21–434. doi:10.1556/034.61.2019.3-4.11